# Buddy Jewell
Buddy Jewell Jr. (Lepanto, 2 aprile 1961) è un cantante statunitense.
È stato il primo vincitore del talent show Nashville Star.
Messo sotto contratto dalla Columbia Records nel 2003, Jewell ha fatto il suo debutto sulla scena country statunitense con la realizzazione dell'album Buddy Jewell, che comprendeva i singoli Help Pour Out the Rain (Lacey's Song) e Sweet Southern Comfort. Un altro album, Times Like These, seguì nel 2005.

## Biografia
Buddy Jewell è nato a Lepanto, Arkansas il 2 aprile del 1961. Ha iniziato a suonare la chitarra dopo averne acquistata una da un compagno di scuola durante l'infanzia, e risparmiando i soldi per l'acquisto delle merende si pagò i libri per le lezioni di chitarra. Jewell ascoltava inoltre la musica che suo padre, anche lui di nome Buddy, suonava per lui, ed ha imparato da suo zio Clyde come suonare What a Friend We Have in Jesus. 
A quindici anni, Jewell imparò da autodidatta come suonare la canzone di Johnny Cash I Still Miss Someone. 
Studiò alla Arkansas State University dove fu membro della confraternita Pi Kappa Alpha. Jewell lavorò nella radio e nella televisione del college, lasciandola poi per sposarsi nel suo anno da junior, anche se il matrimonio durò solo due anni e mezzo.
Jewell andò poi a Camden, Arkansas all'età di 21 anni inseguendo una carriera musicale. Trovò poi una band chiamata White Oak, che cercava un nuovo cantante. Questa band era sponsorizzata da un'agenzia che aveva tra i suoi assistiti la band country Canyon e una band fondata dall'allora sconosciuto Trace Adkins. Dopo aver lavorato per quattro anni con gli White Oak, si trasferì a Dallas (Texas), dove avrà un ruolo nello spettacolo western Six Flags over Texas. Entra quindi nella competizione canora organizzata dal gruppo degli Alabama, la cui musica fu un'ispirazione per lui. Vinse il primo premio del concorso.
Dopo la vittoria in questo concorso gareggio in Star Search che vinse come vocalist maschile in varie occasioni. Decise quindi di trasferirsi a Nashville (Tennessee) nel 1993, e lavorò per due anni come cantante demo. Registrò oltre 5000 brani demo. Tra le demo di canzoni che Jewell registrò vi sono "Write This Down" per George Strait, "A Little Past Little Rock" per Lee Ann Womack, "The One" per Gary Allan e "You're Beginning to Get to Me" per Clay Walker. Jewell realizzò quindi due album chiamati One in a Row and Far Enough Away nel 2001 e nel 2002 rispettivamente. Essendo stato respinto da molte etichette musicali, si autofinanziò con i proventi che la seconda moglie aveva dal suo salone di bellezza.

## Nashville Stare album
Nel 2003, Jewell gareggiò nella prima stagione della competizione televisiva Nashville Star. Divenne il primo vincitore dello show è firmò ben presto un contratto con la Columbia Records.

### 2003-2004:Buddy Jewell
Il 5 maggio 2003, due giorni dopo aver vinto, il singolo di debutto Help Pour Out the Rain (Lacey's Song) fu trasmesso per radio. Diventò il singolo di debutto con il più alto posto in classifica di un nuovo cantante country dal 1990. Questa canzone raggiunse il terzo posto nella classifica dei brani country ed il 29º nella classifica generale. Era il primo singolo dall'album Buddy Jewell, prodotto da Clint Black e registrato in dieci giorni. 
L'album Buddy Jewell vendette 500,000 copie ed ottenne il riconoscimento d'oro dalla Recording Industry Association of America (RIAA), oltre a produrre un secondo singolo che raggiunse il terzo posto nella classifica delle vendite della musica country Sweet Southern Comfort, che raggiunse il numero 40 nella classifica generale delle vendite. Questa canzone fu seguita da One Step at a Time che raggiunse il posto 38 nella classifica di vendite.

### 2004-2005:Times Like These
Il secondo album di Jewell per la Columbia, Times Like These, fu realizzato nel 2005. Questo album non ottenne grande successo in radio, con il primo singolo If She Were Any Other Woman raggiunse il 27º posto nelle classifiche, e il secondo singolo So Gone non entrò nemmeno in classifica. Entro la fine dello stesso anno Jewell fu licenziato dalla Columbia.

### 2005-oggi:Country Enough
Non pubblicò più canzoni sino al singolo This Ain't Mexico nel 2008, canzone autoprodotta. Era inclusa nell'album Country Enough, che fu realizzato da Diamond Dust Records nel 2008.

## Televisione
Oltre a Nashville Star, Jewell è apparso in diversi episodi di Campfire Cafe.